# صلاح الدين فاتح
صلاح الدين فاتح (مواليد 15 مارس 1924) هو ملاكم مصري، مثّل بلاده في الألعاب الأولمبية الصيفية 1952.

## روابط خارجية
صلاح الدين فاتح على موقع أوليمبيديا (الإنجليزية)